# Андерсен, Оддмунн
Оддмунн Андерсен (норв. Oddmund Andersen; 21 декабря 1915, Мьёндален — 23 ноября 1999, Мьёндален) — норвежский футболист, играл на позиции защитника. Участник чемпионата мира 1938 года.

## Биография

### Игровая карьера
Всю футбольную карьеру играл за «Мьёндален», в составе которого в 1934 и 1937 годах выигрывал Кубок Норвегии.
Дебютировал за сборную Норвегии 1 ноября 1936 года в товарищеском матче со сборной Нидерландов — матч завершился со счётом 3:3. Был включён в состав сборной Норвегии для участия на чемпионате мира 1938 года, но в финальном турнире участия не принимал. Всего за сборную Норвегии сыграл 4 матча.

### Смерть
Скончался 23 ноября 1999 года в Мьёндалене в возрасте 83 лет.

## Достижения
«Мьёндален»
- Обладатель Кубка Норвегии (2): 1934, 1937